# Gradius
Gradius (яп. グラディウス) — відеогра в жанрі горизонтального скролл-шутера 1985 року, розроблена і видана Konami. Спочатку була випущена на ігрових автоматах. У Gradius гравець керує космічним кораблем під назвою «Vic Viper», який бореться з різноманітними космічними ворогами. Особливістю гри є «шкала потужності» (power meter), яка відкриває додаткові можливості в міру збирання спеціальних капсул.
Аркадна версія Gradius за межами Японії виходила під назвою Nemesis, хоча пізніші релізи повернулися до оригінальної назви. Пізніше гра та її продовження були випущені для різних платформ, таких як Famicom/NES, домашнього комп'ютера MSX і PC Engine. Gradius виходив також для сервісів Virtual Console і PlayStation Network.

## Геймплей

### Основи
Гравець керує гіперпросторовим космічним кораблем «Vic Viper» і бореться з численним ворогами. Кожен рівень складається з трьох частин: відкритого простору, тунелю, або простору з перешкодами, і арени з босом. З деяких ворогів випадають капсули, що дозволяють вдосконалювати корабель. На початку гри «Vic Viper» досить повільний і оснащений слабкою зброєю. Він знищується від одного ворожого влучання, якщо не обладнаний силовим щитом. Гравець має 3 життя, але може отримати додаткові за набір очок чи знайти їх на рівнях.

### Система зброї
Гра має «шкалу потужності», яка заповнюється в міру збирання спеціальних капсул і дає нові можливості, які можна активувати відповідною кнопкою. Капсули випадають з переможених ворогів, які переважно виділяються з-поміж решти кольором. Є такі вдосконалення корабля:
- Швидкість (Speed) — збільшує швидкість корабля вдвічі. Максимум можна взяти 4.
- Ракети (Missile) — дає ракети, які вражають наземні цілі.
- Подвоєння (Double) — подвоює атаку основної зброї, додаючи постріл в іншому напрямі.
- Лазер (Laser) — найпотужніша зброя. Лазерні промені пробивають ворогів наскрізь і летять далі.
- Супутник (Option) — дає супутник, який слідує за кораблем і повторює його атаки. Максимум можна мати 4 супутники (в NES-версії 2).
- Щит (Shield) — дозволяє витримати більше влучань. Максимум захищає від 5-и влучань.

## Сюжет
Назва «Gradius» походить від планети, населеної людьми, з якої «Vic Viper» стартував, також відомої і як Немезида. Іноді помилково вважається, що це запис японським варіантом англійської «Gladius».
Планету Градіус атакують давні вороги, амебóїди з зоряного скупчення Бактеріон. Для захисту своєї планети, жителі Градіусу посилають на бій з бактеріонцями прототип гіперпросторового корабля типу «Warp Rattler» — «Vic Viper».

## Рівні
Гра має 7 рівнів:
1. «Вулкан» (англ. Volcano) — рівнина, місцями покрита горами. Бос — корабель «Big Core MK I».
2. «Стоунхендж» (англ. Stonehenge) — завислі в космосі кам'яні споруди. Бос — корабель «Big Core MK I».
3. «Моаї» (англ. Moai) — завислі в космосі каміння та статуї Моаї. Бос — корабель «Big Core MK I».
4. «Інвертований „Вулкан“» (англ. Inverted Volcano) — місцевість з «Вулкана», але перевернута. Бос — корабель «Big Core MK I».
5. «Щупальце» (англ. Tentacle) — космічний простір, в якому літають агресивні істоти зі щупальцями. Бос — корабель «Big Core MK I».
6. «Камера» (англ. Cell) — космічний простір, заповнений кристалічними конструкціями. Бос — амебоподібний Нуклеус.
7. «База» (англ. Base) — тунель всередині космічної бази. Бос — Мозок Ксаеро.